# Belgica Guyot
Belgica Guyot är en guyot i Antarktis. Den ligger i havet utanför Västantarktis. Inget land gör anspråk på området. 